# Anavitória
Anavitória é uma dupla de música folk-pop brasileira formado em 2014 em Araguaína, Tocantins pelas cantoras Ana Caetano e Vitória Falcão.
Alcançaram o sucesso na música popular brasileira com o lançamento de seu primeiro álbum de estúdio homônimo, Anavitória em 2016, aclamado pela critica e que recebeu a certificação de disco de diamante, vendendo mais de 300 mil cópias. Além disso, o álbum recebeu duas indicações ao Grammy Latino, vencendo em Melhor Canção em Língua Portuguesa por "Trevo (Tu)".  Lançaram o longa-metragem de ficção autobiográfico Ana e Vitória (2018) e o segundo álbum de estúdio O Tempo É Agora (2018), vencedor do Grammy Latino de Melhor Álbum Pop Contemporâneo em Língua Portuguesa. Lançaram em 2019 um álbum composto por regravações de canções do cantor Nando Reis e foi produzido por Tó Brandileone e Ana Caetano, N .  O duo lançou em 2021, o terceiro álbum de estúdio, Cor, novamente vencedor do Grammy Latino de Melhor Álbum Pop Contemporâneo em Língua Portuguesa.
Em dezembro de 2024, lançaram seu quarto álbum de estúdio de inéditas, Esquinas.

## Carreira

### 2014–2015: Início e primeiro EP
Ana Caetano e Vitória Falcão estudaram na mesma escola em Araguaína, Tocantins, embora na época ainda não cantassem. Em 2013, já universitárias – Ana cursava medicina e Vitória, direito –, passaram a gravar vídeos interpretando canções de seus artistas favoritos, assinando ainda com seus nomes separados. Em 2014, foram descobertas por Felipe Simas, após lhe enviarem um vídeo em que interpretavam a música "Um Dia Após o Outro", de Tiago Iorc, cantor cuja carreira era gerenciada, também, por Simas. Felipe logo as convidou para gravarem um EP e chamou Tiago para produzir esse trabalho, criando a gravadora independente Forasteiro. O duo foi batizado de Anavitória.
O EP Anavitória foi lançado em 2 de abril de 2015 e conta com duas músicas próprias ("Singular" e "Chamego Meu") e duas regravações ("Cores", da mineira Lorena Chaves, e "Tententender", do duo gaúcho Pouca Vogal). O vídeo de uma performance ao vivo de "Singular" foi publicado no YouTube e atraiu a atenção do público para o trabalho do duo.

### 2016–2017:Anavitória

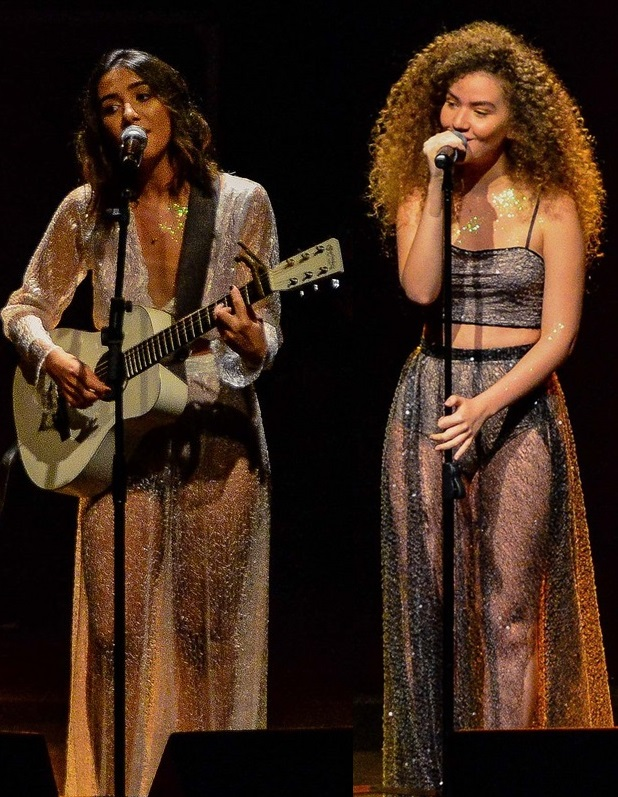
Anavitória durante um show em março de 2017

Após o sucesso com o EP de estreia, o duo lançou seu primeiro álbum, intitulado Anavitória, que conta com distribuição da gravadora Universal Music. Misturando música interiorana, MPB e Pop, elas costumam definir seu próprio som como pop. Logo em seguida ao lançamento do disco, o duo iniciou sua primeira turnê por várias cidades do Brasil. A canção "Agora Eu Quero Ir" fez parte da trilha sonora da telenovela brasileira Malhação: Pro Dia Nascer Feliz e a canção "Dengo" entrou na trilha sonora da novela Pega Pega.
Em abril de 2017, o duo lançou a canção "Fica", em parceria com a dupla sertaneja Matheus & Kauan, lançada com terceiro single do álbum, e em julho, participaram da canção "Linda", do rapper brasileiro Projota. Em 1º de agosto de 2017, o duo recebeu seu primeiro disco de ouro pelas 40 mil cópias vendidas do álbum. O certificado foi entregue ao vivo durante a exibição do programa Música Boa Ao Vivo, do canal Multishow, apresentado pela cantora Anitta. Anavitória já entrou para a lista Brazil Top 50 do Spotify com três músicas: "Agora Eu Quero Ir", "Trevo (Tu)" e "Fica". Em 2019, durante o show na Fundição Progresso, o primeiro álbum do duo recebeu a certificação de disco de diamante, vendendo mais de 300.000 cópias do álbum.
Em 11 de outubro de 2017, a dupla lançou o EP Anavitória Canta para Pessoas Pequenas, Pessoas Grandes e Não Pessoas Também, em comemoração ao Dia das Crianças. Em 16 de novembro de 2017, ganharam o Grammy Latino na categoria Melhor Canção em Língua Portuguesa pela canção "Trevo (Tu)" e o álbum Anavitória recebeu uma indicação na categoria Melhor Álbum Pop Contemporâneo em Língua Portuguesa, perdendo para Troco Likes Ao Vivo (2016), de Iorc.

### 2018–2019:Ana e Vitória,O Tempo é AgoraeN

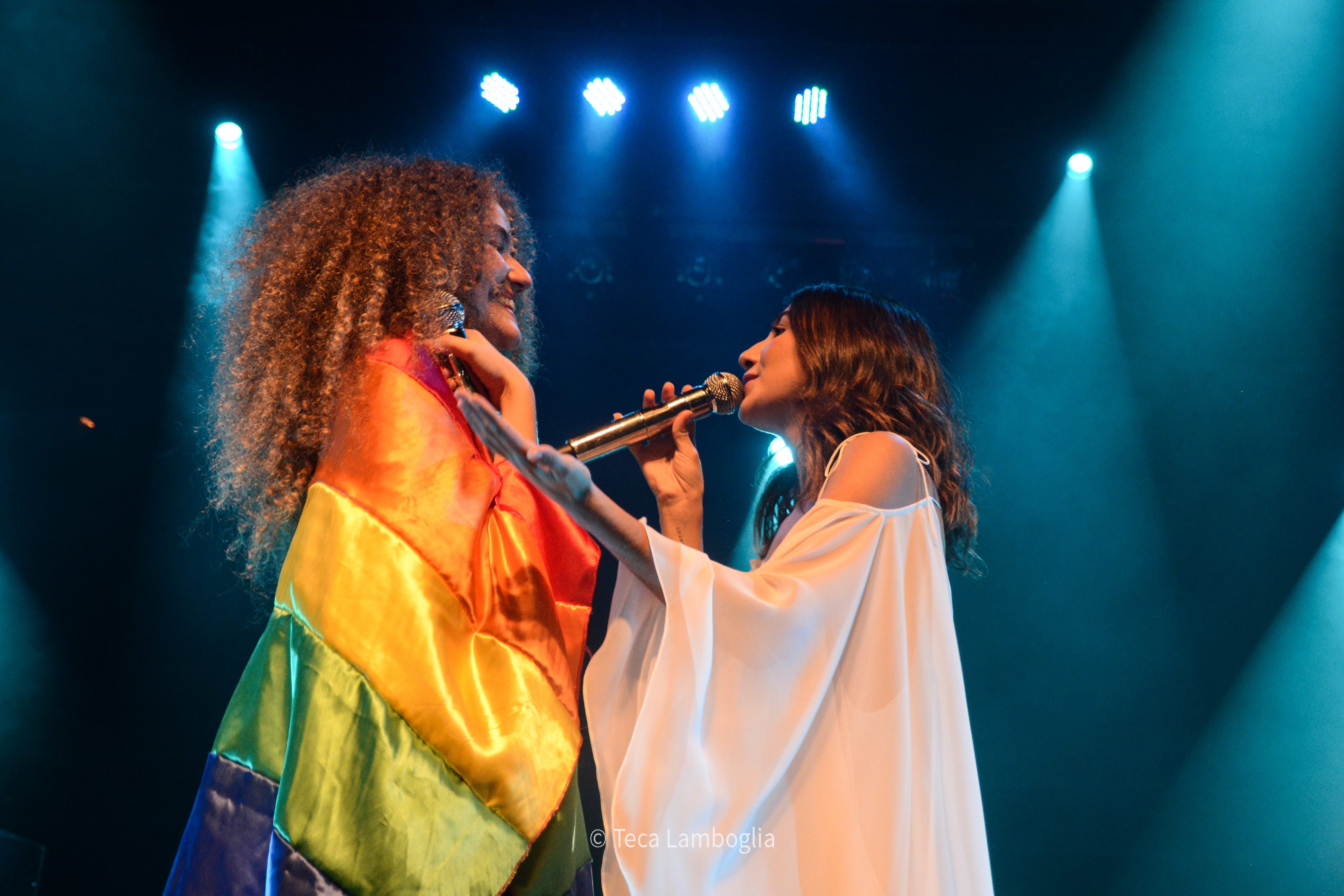
O duo se apresentando em São Paulo, setembro de 2018

Em fevereiro de 2018, lançaram seu terceiro EP, Anavitória Canta para Foliões de Bloco, Foliões de Avenida e Não Foliões Também, que gerou o single "Clareiamô", com a participação do cantor Saulo Fernandes. Em junho, o duo saiu em uma mini-turnê com o cantor Nando Reis pelo Brasil. Ainda no mesmo mês, foi anunciado o longa-metragem Ana e Vitória. Definido como uma comédia e musical, o filme, com atuação e canções originais do duo, aborda, de forma leva, cenas cotidianas de relacionamentos modernos, amizade e a música como forma e encenação das rotinas, foi lançado nos cinemas do Brasil em 2 de agosto e na plataforma Netflix em 11 de outubro. Inspirada em acontecimentos reais, a narrativa acompanha dois anos na história das meninas Ana e Vitória (do momento em que se conhecem e decidem cantar juntas à consagração no mercado de música pop nacional). A trama se desenrola por meio de crises e encantamentos, além de relacionamentos amorosos sempre sob a ótica da juventude contemporânea.
Em agosto de 2018, foi lançado o segundo álbum do duo, O Tempo É Agora, vencedor do Grammy Latino de Melhor Álbum Pop Contemporâneo em Língua Portuguesa. Em setembro, a cantora Sandy colaborou com o duo na canção "Pra Me Refazer", sendo lançada como segundo single do álbum Nós, Voz, Eles (2018).
Em fevereiro de 2019, foi lançado o documentário Anavitória: Araguaína - Las Vegas, que documenta uma semana de 2017, onde o duo se apresentou na praça pública de sua cidade natal, e alguns dias depois estava em Las Vegas recebendo o Grammy Latino.
Em março de 2019, o duo lançou uma releitura da música "Perdoa", do compositor Paulo Novaes. No mesmo mês, elas realizaram a primeira edição do Festival NAVE com as participações de músicos como Jão, Manu Gavassi, Mariana Nolasco, Rubel, Nina Fernandes, Gabriel Elias, Ana Gabriela, Vitor Kley e as bandas, Melim, Lagum, Hotelo e o duo OutroEu. O evento foi realizado no Espaço das Américas, em São Paulo, e tinha o propósito de celebrar o novo cenário da música brasileira. O evento foi transmitido ao vivo através do aplicativo Deezer e posteriormente foi dividido em três programas transmitidos pela MTV Brasil. Em julho de 2019, durante a entrega dos prêmios do MTV Millennial Awards, o duo apresentou a canção "Pupila" junto com o cantor Vitor Kley.
O terceiro álbum de estúdio do duo foi lançado em 29 de novembro de 2019, intitulado N. O álbum é composto por regravações de canções do cantor brasileiro Nando Reis. O álbum foi produzido por Tó Brandileone e Ana Caetano.

### 2020–presente:CoreEsquinas
No dia 17 de abril de 2020, o duo lançou a música "Me Conta da Tua Janela". A música foi escrita no dia 23 de março por Ana Caetano e lançada durante a pandemia do COVID-19, onde as pessoas tiveram que cumprir um período de quarentena. Devido a isso, a música é um retrato desse período de afastamento social e as angústias presentes nele. Em 18 de dezembro de 2020, o duo lançou o show da segunda turnê em formato de filme, intitulado O Tempo É Agora: Ao Vivo na Fundição.
Em 1 de janeiro de 2021, lançaram de surpresa o seu quarto disco (terceiro de inéditas), Cor. O disco foi gravado em Itaipava, na região serrana do estado do Rio de Janeiro. Seu título veio à cabeça de Ana Caetano numa viagem entre entre Petrolina (Pernambuco) e Juazeiro do Norte (Ceará) realizada no dia 14 de dezembro de 2019. É uma palavra de três letras, dialogando com o fato de ser o terceiro disco autoral da dupla. O disco trouxe a participação de Rita Lee e Lenine. Venceu o Grammy Latino de Melhor Álbum Pop Contemporâneo em Língua Portuguesa e p Grammy Latino de Melhor Canção em Língua Portuguesa por Lisboa. Em 12 de novembro de 2024, foi lançado nos cinemas o filme-concerto Cor (ao vivo em São Paulo), exibindo registros do último show da turnê que leva o mesmo nome.
Em 12 de dezembro de 2024, foi lançado o quarto álbum de estúdio de músicas inéditas da dupla, Esquinas.

## Características musicais
O nome artístico do duo, Anavitória, foi criado por seu empresário Felipe Simas com o intuito de evitar que elas fossem rotuladas como uma dupla sertaneja, uma vez que o “&” é uma forte marca de duplas sertanejas no Brasil. Apesar disso, a música do duo tem alguma influência do sertanejo, bem como da MPB. As principais referências do duo são artistas como Mallu Magalhães e Nando Reis.
A música de Anavitória é geralmente uma combinação de folk e pop. O site Universo Online descreveu sua música como “calma, acústica, bucólica, meio fofinha e alto astral, boa para pensar no lado bom da vida.” Sérgio Martins, da Veja, descreveu o estilo delas como “folk fofinho”, acrescentando que se trata de “uma variante suave do rock rural que, nos anos 70, era capitaneado pelo trio Sá, Rodrix e Guarabyra.” José Teles, do Jornal do Commercio, descreveu como “pop” o álbum de estreia do duo e notou que ele possui elementos de formas tradicionais de música country e sertaneja. Elas comumente se apresentam descalças em seus shows. O costume teve início pelo fato de que elas se sentiam nervosas em suas primeiras apresentações e tiravam os sapatos para se sentirem mais confortáveis.
As cantoras descrevem seu estilo como “pop rural”, acrescentando que o termo é “um jeito de unir o popular, que é a nossa música, com o canto que a gente veio, as músicas que crescemos ouvindo”. Elas também disseram que sua música é um “folk de forma abrasileirada. Tudo de maneira melódica e harmônica que se encaixe em letras que falam de amor."

## Discografia
- Anavitória (2016)
- O Tempo É Agora (2018)
- N (2019)
- Cor (2021)
- Esquinas (2024)

## Turnês
| Oficiais - Turnê Anavitória (2016–18) - Turnê O Tempo É Agora (2018–20) - Turnê Cor (2022–23) | Promocionais - Turnê Juntos (com Nando Reis) (2018) - Turnê dos Namorados (com Nando Reis) (2019; 22–presente) - Turnê Voz, Violão e o Que Der na Telha (2023) - EuroTour e US Tour (2023) |

## Filmografia
| Ano  | Título                               | Personagem  | Notas          |
| ---- | ------------------------------------ | ----------- | -------------- |
| 2018 | Ana e Vitória                        | Elas mesmas | Longa-metragem |
| 2019 | Anavitória: Araguaína - Las Vegas    | Elas mesmas | Documentário   |
| 2020 | O Tempo É Agora: Ao Vivo na Fundição | Elas mesmas | Concerto       |
| 2024 | Cor (ao vivo em São Paulo)           | Elas mesmas | Filme-concerto |

## Prêmios e indicações
Grammy Latino
| Ano  | Categoria                                           | Indicação                     | Resultado | Ref.   |
| ---- | --------------------------------------------------- | ----------------------------- | --------- | ------ |
| 2017 | Melhor Canção em Língua Portuguesa                  | "Trevo (Tu)" (com Tiago Iorc) | Venceu    | [ 50 ] |
| 2017 | Melhor Álbum Pop Contemporâneo em Língua Portuguesa | Anavitória                    | Indicadas | [ 50 ] |
| 2019 | Melhor Álbum Pop Contemporâneo em Língua Portuguesa | O Tempo É Agora               | Venceu    | [ 51 ] |
| 2020 | Melhor Álbum Pop Contemporâneo em Língua Portuguesa | N                             | Indicadas | [ 52 ] |
| 2021 | Melhor Álbum Pop Contemporâneo em Língua Portuguesa | Cor                           | Venceu    | [ 53 ] |
| 2021 | Melhor Canção em Língua Portuguesa                  | "Lisboa" (com Paulo Novaes)   | Venceu    | [ 53 ] |

Outros prêmios
| Ano  | Premiação                             | Categoria                 | Indicação                           | Resultado | Ref.          |
| ---- | ------------------------------------- | ------------------------- | ----------------------------------- | --------- | ------------- |
| 2017 | Prêmio Multishow de Música Brasileira | Fiat Argo Experimente     | Anavitória                          | Indicadas | [ 54 ]        |
| 2017 | Meus Prêmios Nick                     | Revelação Musical         | Anavitória                          | Venceu    | [ 55 ]        |
| 2017 | Meus Prêmios Nick                     | Cantora ou Dupla Favorita | Anavitória                          | Indicadas | [ 56 ]        |
| 2017 | Meus Prêmios Nick                     | Colaboração Favorita      | "Trevo (Tu)" (com Tiago Iorc)       | Indicadas | [ 56 ]        |
| 2017 | Prêmio Contigo! Online                | Melhor Grupo              | Anavitória                          | Indicadas | [ 57 ]        |
| 2018 | Meus Prêmios Nick                     | Artista Musical Favorito  | Anavitória                          | Indicadas |               |
| 2018 | Troféu Internet                       | Revelação                 | Anavitória                          | Indicadas | [ 58 ]        |
| 2018 | MTV Millennial Awards Brasil          | Artista Musical           | Anavitória                          | Indicadas | [ 59 ]        |
| 2018 | Prêmio NOVABRASIL                     | Revelação do Ano          | Anavitória                          | Venceu    | [ 60 ]        |
| 2018 | Prêmio NOVABRASIL                     | Música do Ano             | Anavitória                          | Venceu    | [ 60 ]        |
| 2019 | Troféu Internet                       | Melhor Conjunto Musical   | Anavitória                          | Indicadas |               |
| 2019 | MTV Millennial Awards Brasil          | Artista Musical           | Anavitória                          | Indicadas | [ 61 ]        |
| 2019 | MTV Millennial Awards Brasil          | Performance Acústica      | Anavitória                          | Indicadas | [ 61 ]        |
| 2019 | MTV Millennial Awards Brasil          | Fandom do Ano             | Anavitória                          | Indicadas | [ 61 ]        |
| 2019 | Prêmio Multishow de Música Brasileira | Melhor Dupla              | Anavitória                          | Indicadas | [ 54 ]        |
| 2019 | WME Awards                            | Melhor Álbum              | O Tempo É Agora                     | Venceu    | [ 62 ]        |
| 2020 | Kids' Choice Awards                   | Fandom Brasileiro         | Passarinhos                         | Indicadas | [ 63 ]        |
| 2021 | MTV Millennial Awards                 | Clipão da porr*           | "Não Passa Vontade" (com Duda Beat) | Indicadas |               |
| 2021 | MTV Millennial Awards                 | Álbum ou EP do Ano        | Cor                                 | Indicadas |               |
| 2021 | Prêmio Multishow de Música Brasileira | Dupla do Ano              | Anavitória                          | Indicadas | [ 65 ]        |
| 2022 | Prêmio Multishow de Música Brasileira | Dupla do Ano              | Anavitória                          | Indicadas | [ 66 ] [ 67 ] |